# Yoshiobodes aokii
Yoshiobodes aokii är en kvalsterart som beskrevs av Sandór Mahunka 1987. Yoshiobodes aokii ingår i släktet Yoshiobodes och familjen Carabodidae. Inga underarter finns listade i Catalogue of Life.